# I Am the Blues
I Am the Blues ist ein Chicagobluesalbum von Willie Dixon, das 1970 auf Columbia veröffentlicht wurde.

## Allgemeines
Ein Album I Am the Blues zu nennen, mag unbescheiden klingen, aber in diesem Fall ist es sicher nicht übertrieben. Willie Dixon gehört zu den Musikern, die den Chicagoblues formten. Er war, besonders in den Jahren, die er bei Chess Records arbeitete, der wichtigste Songschreiber und Produzent des Chicagoblues. Aus seiner Feder stammten einige der klassischen Titel des Genres. Auf diesem Album versammelte Dixon neun seiner Songs aus den 1950er- und 1960er-Jahren und nahm sie mit einer Studioband von bedeutenden Chicagobluesmusikern wie Walter Horton neu auf.
Das Album wurde in einer digital bearbeiteten Version 2008 auf CD neu aufgelegt; schon früher gab es einige Wiederveröffentlichungen. Die Wiederauflage ist Teil der „Legacy Roots n’ Blues“-Serie.

## Titelliste
Seite 1:
1. Back Door Man (Dixon) – 6:12
2. I Can’t Quit You, Baby (Dixon) – 6:44
3. The Seventh Son (Dixon) – 4:18
4. Spoonful (Dixon) – 4:58

Seite 2:
1. I Ain’t Superstitious (Dixon) – 4:07
2. You Shook Me (Dixon, Lenoir) – 4:18
3. I’m Your Hoochie Coochie Man (Dixon) – 4:52
4. The Little Red Rooster (Burnett, Dixon) – 3:40
5. The Same Thing (Dixon) – 4:40

## Originalinterpreten
- Howlin’ Wolf: Back Door Man (1961), Spoonful (1960), I Ain’t Superstitious, The Little Red Rooster (1961)
- Muddy Waters: You Shook Me (1962), (I’m Your) Hoochie Coochie Man (1954), The Same Thing (1964)
- Willie Mabon: The Seventh Son (1955)
- Otis Rush: I Can’t Quit You, Baby (1956)

## Kritikerstimmen
- Bruce Eder, AMG: “[…]none of the performances here are likely to make you forget the hits by Howlin’ Wolf, Muddy Waters, and others.” (Keiner der Auftritte hier lässt dich die Hits von Howlin’ Wolf, Muddy Waters und den anderen vergessen.)[1]
- Jazz Times: “[T]he LP has an air of relaxed informality about it, thanks to the way it showcases Dixon reinterpreting a selection of what had, by that time, become self-penned blues standards…” (Die LP hat einen Hauch von Lockerheit, was der Art zu verdanken ist, wie Willie Dixon eine Auswahl interpretiert, die Bluesstandards geworden sind.)[2]